# Emily Hampshire
Emily Hampshire (ur. 29 sierpnia 1981 w Montrealu) – kanadyjska aktorka. Występowała jako Vivienne w filmie Śniegowe ciastko (2006), Jennifer Goines w serialu dramatycznym 12 małp oraz Stevie Budd w serialu komediowym Schitt’s Creek.

## Filmografia
- 1997: Zniesławiona niewinność (Dead Innocent) jako Nicole
- 1998: Boy Meets Girl jako Angelina Milleflores
- 1999: Zanim do tego dojdzie (The Life Before This) jako Margaret
- 2001: Na tropie Kaina (Chasing Cain) jako Holly
- 2003: Posers jako Ruth
- 2003: Problem z lękiem (A Problem with Fear) jako Dot
- 2003: Twist jako Waitress
- 2004: Blood jako Noelle Terry
- 2006: Śniegowe ciastko (Snow Cake) jako Vivienne Freeman
- 2006: Męsko-damska rzecz (It's a Boy Girl Thing) jako Chanel
- 2007: Kołyska (The Cradle) jako Julie
- 2009: Trocki (The Trotsky) jako Alexandra Leith
- 2010: Die jako Lisa Meridian
- 2010: Dobrzy sąsiedzi (Good Neighbors) jako Louise
- 2012: Cosmopolis jako Jane Melman
- 2012: Seks dla opornych (My Awkward Sexual Adventure) jako Julia Bowe
- 2013: All the Wrong Reasons jako Nicole
- 2013: Przywróceni (The Returned) jako Kate
- 2015: Zorza (Borealis) jako Kyla
- 2017: Mother! jako Głupia kobieta
- 2018: The Death and Life of John F. Donovan jako Amy Bosworth